# Alessandro Marchetti (matemático)
Alessandro Marchetti (Pontormo, Empoli, 17 de março de 1633 — Pontormo, Empoli, 6 de setembro de 1714) foi um físico, matemático e poeta italiano. Deu aulas de filosofia e matemática na Universidade de Pisa e aos vinte anos já se mostrava um talento precoce. No campo científico, Marchetti deu prosseguimento às pesquisas de mecânica iniciadas por Galileu e Vincenzo Viviani e atribuem-se a ele vários tratados científicos. No entanto, o trabalho que lhe deu deu fama foi uma tradução de Lucrécio sobre a Natureza das Coisas, terminando em 1669. Proibida na Itália, essa obra foi publicada em Londres, em 1717, pelo tradutor de Milton para o italiano em versos brancos, Paulo Rolli (1687-1765). Foi aluno de Borelli, a quem sucedeu como professor de matemática em Pisa. Era uma homem que desafiava os preconceitos, livre para expor seus sentimentos, preferindo a determinação e o raciocínio em lugar das teorias de Aristóteles. Foi professor da poetisa Maria Borghini (1656-1731) e membro da Accademia della Crusca."

## Obras

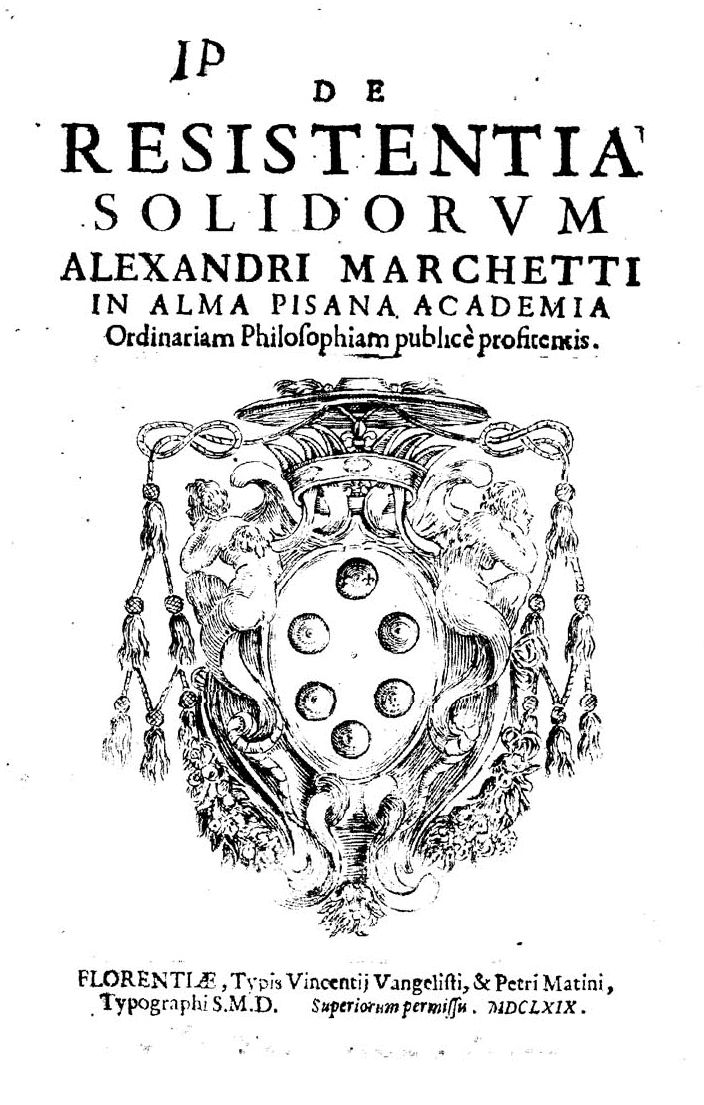
De resistentia solidorum, 1669

- Lettera nella quale si ricerca donde avvenga che alcune perette di vetro, rompendosi loro il gambo, tutte si stritolino (1667)
- De resistentia solidorum (1669)
- Exercitationes mechanicae (1669)
- Della natura delle cose: libri sei Tito Lucrécio Caro (1669)
- Della natura delle comete (1684)
- Saggio delle rime eroiche morali, e sacre (1704)
- Anacreonte (1707)
- Risposta apologetica (1712)
- Discorso di Alessandro Marchetti pubblico professore già di filosofia, e al ... (1714)
- Vita, e poesie d’Alessandro Marchetti da Pistoja filosofo, e matematico ... (1755, postumamente)
- Sonetti (1789)